# Giro di Campania 1954
Il Giro di Campania 1954, ventiduesima edizione della corsa, si svolse il 4 aprile 1954 su un percorso di 258,1 km. La vittoria fu appannaggio dell'italiano Fausto Coppi, che completò il percorso in 6h40'10", precedendo il connazionale Michele Gismondi ed il francese Bernard Gauthier.

## Ordine d'arrivo (Top 10)
| Pos. | Corridore        | Squadra               | Tempo    |
| ---- | ---------------- | --------------------- | -------- |
| 1    | Fausto Coppi     | Bianchi-Pirelli       | 6h40'10" |
| 2    | Michele Gismondi | Bianchi-Pirelli       | s.t.     |
| 3    | Bernard Gauthier | Mercier-BP-Hutchinson | s.t.     |
| 4    | Bruno Monti      | Atala-Pirelli         | s.t.     |
| 5    | Renzo Accordi    | Guerra                | a 2'15"  |
| 6    | Giancarlo Astrua | Atala-Pirelli         | a 3'00"  |
| 7    | Walter Serena    | Bottecchia            | s.t.     |
| 8    | Armando Barducci | Fréjus                | s.t.     |
| 9    | Jean Robic       | Terrot-Hutchinson     | a 5'00"  |
| 10   | Gino Bartali     | Bartali-Brooklyn      | s.t.     |